# Соложенкина, Елизавета Евгеньевна
Елизавета Евгеньевна Соложенкина (род. 10 сентября 2003) — российская шахматистка, гроссмейстер среди женщин (2021), международный мастер среди женщин (2016); мастер спорта России (2017).

## Биография
Родилась в семье шахматиста Евгения Соложенкина. Воспитанница шахматного клуба ПМК «Современник», где обучалась у отца. Начала играть в шахматы с пяти лет. В 2015 году Елизавета Соложенкина выиграла молодёжный чемпионат России по шахматам в возрастной группе девушек до 13 лет.
Окончила школу № 365 в Санкт-Петербурге. На данный момент обучается на инженерно-экономическом факультете СПБГМТУ.
Соложенкина неоднократно представляла Россию на юношеских чемпионатах Европы и мира по шахматам среди юношей в разных возрастных группах, где завоевала пять медалей: золотую (в 2015 году на юношеском чемпионате Европы по шахматам в возрастной группе девушек до 12 лет), три серебряные (в 2012 и 2013 годах на юношеском чемпионате Европы по шахматам в возрастной группе девушек до 10 лет и в 2014 году на юношеском чемпионате мира по шахматам среди девушек в возрастной группе до 12 лет) и бронза (в 2017 году на юношеском чемпионате мира по шахматам в возрастной группе девушек до 14 лет).
В 2016 году ей было присвоено звание международного мастера среди женщин, а в 2021 году получила звание гроссмейстера среди женщин.
Победительница Кубка европейских клубов по шахматам 2021 года среди женщин в составе команды «Южный Урал». Серебряный призёр женского командного чемпионата России 2021 и 2022 годов в составе команды «Южный Урал-1».